# Robert Ouko
Robert Ouko   (Kenya, 31 de març de 1931 - província de Nyanza, 12 de febrer de 1990) va ser un polític kenià que va exercir com a ministre d'Afers Exteriors de Kenya des de 1979 fins a 1983 i de 1988 a 1990. Robert Ouko va servir al govern de Kenya des del període colonial a través de les presidències de Jomo Kenyatta i Daniel arap Moi. Va ser membre de l'Assemblea Nacional per a Kisumu i ministre del gabinet, i va arribar al càrrec de ministre d'Afers Exteriors i Cooperació Internacional el 1990. Va ser assassinat a Kenya el 13 de febrer de 1990. El cas d'assassinat, potser el més intrigant de la història de Kenya, segueix sense resoldre.
Un informe presentat al Parlament l'any 2010 afirma que l'assassinat es va dur a terme en una de les residències oficials del llavors president Daniel arap Moi. També va demanar més investigacions sobre alts funcionaris, inclòs un dels aliats més propers de Moi, Nicholas Biwott, qui nega la responsabilitat. A finals de desembre de 2010, l'informe va ser rebutjat pel Parlament per falta d'unitat i desacords entre els membres de la comissió.

## Joventut i educació
Ouko va néixer al poble de Nyahera, prop de Kisumu, província de Nyanza. Va anar a l'escola primària d'Ogada, a l'escola Nyang'ori. Després va estudiar a l'Escola de Formació de Professors de Siriba. Va treballar com a professor de primària. El 1955 va aconseguir una feina com a oficial d'ingressos del districte de Kisii. El 1958 es va incorporar a la Universitat d'Addis Abeba, Etiòpia, i es va graduar el 1962 amb una llicenciatura en Administració Pública, Economia i Ciències Polítiques. Després va anar a la Universitat Makerere a Uganda per obtenir un diploma en Relacions Internacionals i Diplomàcia.
En el moment de la seva mort, gairebé havia acabat la seva tesi doctoral, per a la qual estava estudiant a la Universitat de Nairobi. Tot i ser conegut com el Dr. Ouko, només tenia un títol honorífic rebut el 1971 de la Universitat Luterana del Pacífic de Seattle.

## Vida política
Poc abans de la independència de Kenya el 1963 va treballar com a secretari adjunt a l'oficina del governador. Aviat va ser destinat com a secretari permanent del ministeri de Foment. Després de l'enfonsament de la Comunitat de l'Àfrica Oriental el 1977, Ouko es va convertir en membre nomenat al parlament de Kenya i nomenat ministre de Planificació Econòmica i Afers Comunitaris.
Va ser elegit al parlament a les eleccions generals de 1979 per la circumscripció rural de Kisumu i va conservar el seu escó a les eleccions de 1983. Per a les eleccions de 1988 es va traslladar a la circumscripció de la ciutat de Kisumu (després es va dividir en les circumscripcions de Kisumu Town West i Kisumu Town East), i va ser escollit novament al parlament. Ouko va representar a Kenya African National Union (KANU), l'únic partit que operava legalment en aquell moment.

## La investigació del seu assassinat

### Els fets
El 27 de gener de 1990, Ouko, ara ministre d'Afers Exteriors, va sortir de Nairobi com a part d'una delegació de 83 ministres i funcionaris, entre ells el president Daniel arap Moi, per assistir a una reunió de «Esmorzar de pregària» a Washington DC. La delegació va tornar a Nairobi el 4 de febrer. El dilluns 5 de febrer, Ouko es va reunir amb el president Moi, l'ambaixador japonès, l'alt comissionat canadenc, Bethuel Kiplagat (secretari permanent, Ministeri d'Afers Exteriors) i Hezekiah Oyugi (secretari permanent, Seguretat Interior). Més tard aquell dia, Ouko va viatjar a la seva residència rural, una granja de Koru (a uns 300 km de Nairobi) prop de Kisumu, acompanyat del seu conductor i un guardaespatlles.
La nit del 12 al 13 de febrer de 1990, Ouko va desaparèixer del seu complex Koru Farm prop de Muhoroni. La seva minyona Selina Were Ndalo va declarar que «va ser despertada cap a les 3 de la matinada per un soroll semblant a una porta tancada, però prou fort com per despertar-la» i que va veure un cotxe blanc girar al fons de la calçada abans de marxar.
Francis Cheruyot, un telefonista de l'oficina de Songoh, a prop de la granja Koru, va al·legar al detectiu superintendent John Troon de Scotland Yard (vegeu més avall) que el dimarts 13 de febrer de 1990, cap a les 6 am, estava de servei a la centraleta telefònica de l'oficina de correus. quan va veure en Hezekiah Oyugi «que era un passatger en un cotxe blanc que contenia tres persones més» passar per davant de l'oficina de correus en dues ocasions, però Cheruyot no va fer una declaració escrita en aquest sentit. Posteriorment, Oyugi no va poder produir el registre diari del seu cotxe oficial.
El cos d'Ouko va ser trobat més tard aquell dia (13 de febrer) aproximadament a les 13:00 h per un ramader local, Joseph Shikuku (també anomenat «Shikulu» i «Shikoku» tant en l'informe de Troon com en altres informes), als peus del turó Got Alila proper, a 2,8 km de la casa de camp d'Ouko, però tot i que va notificar això als vilatans locals (un fet recolzat per «declaracions de suport» fetes als detectius de Scotland Yard per sis habitants més) no es va informar a la policia. El cos d'Ouko va ser finalment descobert «oficialment» el 16 de febrer, després d'un registre policial.
Les proves forenses van suggerir que Ouko havia estat assassinat, prop d'on es va trobar el seu cos, assassinat d'un sol tret al cap, la cama dreta trencada en dos llocs i el seu cos deixat parcialment cremat. Hi havia proves que una pistola havia estat disparada al lloc dels fets (tot i que la bala no es va trobar mai). També es va trobar un «únic pèl caucàsic» «vagament associat amb un mocador parcialment cremat trobat al lloc dels fets». A prop es van trobar objectes com una pistola, una torxa, un jerrycan de gasoil i llumins. Posteriorment, tots els objectes van ser identificats com a pertanyents a Ouko i, amb l'excepció del jerrycan, els llumins i la torxa, normalment s'havien guardat al seu dormitori. La notícia de l'assassinat va provocar disturbis a Nairobi.
Els informes inicials de la policia van suggerir que Ouko s'havia suïcidat, però es va saber que Ouko també havia estat afusellat i cremat. La teoria del suïcidi semblava un suggeriment absurd, potser insinuant un intent d'encobriment. La pressió pública va fer que el president Daniel arap Moi demanés als detectius britànics de New Scotland Yard que investiguessin la mort d'Ouko.
La següent investigació de la policia keniana va ser recolzada per l'arribada, el 21 de febrer, del superintendent detectiu John Troon de la branca de crim organitzat internacional de Scotland Yard, acompanyat d'altres dos detectius i un patòleg forense del Home Office (Departament de l'Interior britànic).

### La teoria de Troon
Les investigacions inicials de Troon van descobrir denúncies d'una disputa greu i de llarga durada a la família Ouko que va ser testimoniada en declaracions de testimonis per l'esposa d'Ouko, Christabel, en les dues primeres declaracions de la seva germana Dorothy Randiak i en les declaracions dels seus germans Barrack i Collins, la seva cunyada Esther Mbajah, el metge de família Joseph Olouch i l'amic de la família Erik James Oyango.
Dorothy Randiak, en la seva primera declaració de testimoni, va citar la causa de la disputa: 
| « | L'any 1985 va passar el següent. Barrack treballava com a adjunt del PC a Nakuru a la província de la vall del Rift. Des d'allà va ser traslladat al secretari adjunt de l'oficina del fiscal general. Ell no volia aquest moviment i ho va culpar a Robert [Ouko] perquè tenia l'ambició de convertir-se en comissari provincial. Barrack va discutir el moviment per intentar evitar-ho, però Robert no va fer res al respecte per raons que tots dos sabien. Va causar molta amargura per part de Barrack contra Robert, però Robert no tenia mals sentiments cap a Barrack. La situació encara existeix. Barrack també va influir en Collins que al seu torn va fer que mostrés amargor contra Robert també. L'amargor d'aquests dos germans es va mantenir durant tot i va romandre fins que Robert va desaparèixer. | » |

En la seva segona declaració a Troon el 27 de març, Dorothy Randiak va explicar que s'havia trobat una fotografia de grup familiar a casa de la seva mare el desembre de 1989 en la qual s'havia retallat la foto de la seva mare i que Ouko havia culpat el seu germà Collins per això. També va declarar que Collins li havia dit a la seva mare «que no tornés a venir mai més a casa i que si ho feia, la tallaria a trossos».
Troon va concloure en el seu Informe final que
| « | Per resumir la família immediata d'Ouko, no estic satisfet que m'hagin dit tot el que saben. Sembla que hi ha un vel de por al voltant de tota la família que els impedeix revelar completament el que crec que alguns d'ells ho deuen saber. | » |

Troon també va rebre el testimoni de la senyora Ouko i l'amant d'Ouko, Herine Violas Ogembo (vegeu més avall) que poc abans de l'assassinat d'Ouko s'havien fet trucades telefòniques amenaçant a la senyora Ouko d'una dona que afirmava ser la «segona esposa» d'Ouko i també a la senyoreta Ogembo dient que la senyora Ouko sabia de la relació i volia matar-la a ella i a la seva filla. La relació d'Ouko amb Violas Ogembo, a qui havia conegut el 1982 i que tenia una filla amb ell el 1983, «aparentment era oberta i molts dels seus amics i col·legues íntims sabien de la seva associació» i «de vegades portava a la senyoreta Ogembo a visites oficials a l'estranger o organitzar el seu viatge per a informar-la dels llocs seleccionats». La senyora Ouko va declarar que només s'havia assabentat de la relació «durant els darrers mesos de 1989». La dona que feia les trucades no va ser mai identificada. Ouko, segons el testimoni de la seva germana Dorothy Randiak, pensava que el seu germà Barrack «havia introduït la informació».
Els testimonis també van parlar d'una disputa amb polítics locals i denúncies de frau a l'Ajuntament de Kisumu.
Tanmateix, la investigació de Troon va donar un gir dramàtic a mitjans de març, tal com consta al seu Informe provisional presentat al juliol. En els paràgrafs 101 i 102, Troon va afirmar que: 
| « | El dissabte 17 de març, el meu col·lega el sergent detectiu Lindsay va rebre una trucada telefònica per conèixer una persona a l'Hotel Imperial, Kisumu. Lindsay va assistir al recinte i allà va conèixer una persona que es va identificar com el Professor Thomas A. Ogada, l'ambaixador de Kenya a Suïssa. | » |

i que,
| « | El Professor Ogada va informar a Lindsay que la seva excel·lència el president li havia ordenat que entregués als oficials de Scotland Yard un sobre tancat que havia portat amb ell de Suïssa. A més del sobre, el Professor Ogada va facilitar els detalls de dos contactes en relació amb el contingut, un era la Sra Briner Mattern, l'altre era el seu advocat a Kenya, el Sr. Frank Addly de Kaplan i Stratton Advocates, Nairobi. | » |

No es va fer cap menció de la participació del president Moi a l'Informe final de Troon presentat l'agost de 1990.
A partir d'aquest moment, en la investigació de Troon, va cobrar força una teoria que podria haver-hi hagut una discussió entre Ouko i Nicholas Biwott, l'aleshores ministre d'Energia de Kenya, durant el viatge a Washington DC després d'una suposada reunió d'Ouko amb el president George H. W. Bush (Troon ho va donar per fet, però, que la «base factual» de la suposada disputa del viatge a Washington era «una mica tènue» i es basava en el «boca-orella»; que Ouko havia estat involucrat en una disputa amb Biwott per la cancel·lació d'un projecte per construir una planta de melassa a Kisumu (a la circumscripció electoral d'Ouko) i que Ouko estava preparant un informe sobre la corrupció política d'alt nivell al govern de Kenya en relació amb el Projecte Melassa a Kisumu (que implicadament va anomenar Biwott).
La base de la teoria de Troon eren, doncs, les acusacions transmeses a Scotland Yard sota la direcció del president Daniel arap Moi i fetes per un Domenico Airaghi i una Marianne Briner-Mattern (que va fer una declaració de testimoni a Troon el 22 de març de 1990), directors de BAK International, una empresa amb seu a Suïssa que havia licitat a Ouko quan era ministre d'Indústria per reiniciar el Projecte Melassa a Kisumu.
El canvi de direcció de la investigació de Troon després de rebre l'expedient de l'ambaixador de Kenya a Suïssa el 17 de març i la declaració del testimoni de Briner-Mattern el 22 de març és significatiu. Tots els testimonis anteriors a aquestes dates s'havien basat en la disputa a la família d'Ouko i en les denúncies de corrupció a l'Ajuntament de Kisumu. La germana d'Ouko, Dorothy Randiak, per exemple, va fer tres declaracions a Troon, els dies 2, 27 de març i 11 d'abril. Només en la seva tercera declaració, feta unes set setmanes després d'haver començat la investigació, Dorothy Randiak va declarar sobre les denúncies al voltant de la planta de melassa de Kisumu. Christabel Ouko, l'esposa d'Ouko, va fer quatre declaracions a Troon els dies 2 i 13 de març i 5 i 8 d'abril. Va ser només al final de la seva quarta declaració, feta de nou unes set setmanes després que Troon comencés la seva investigació, que la senyora Ouko va esmentar una possible disputa sobre el Projecte Melassa a Kisumu.
Tot i que l'informe final de Troon a les autoritats kenyanes, lliurat l'agost de 1990, no va ser concloent, sí que va recomanar una investigació addicional sobre l'assassinat d'Ouko i, en particular, «preguntes i entrevistes posteriors» respecte a Hezekiah Oyugi, un secretari permanent del Departament de Seguretat Interna de Kenya; James Omino, diputat de Kisumu Town i opositor polític d'Ouko a les eleccions de 1988; i Nicholas Biwott, el ministre d'Energia.
No obstant això, la investigació de Troon ha estat criticada des d'aleshores per ser «fatalment defectuosa» i s'ha vist afectada encara més per investigacions i revelacions posteriors, entre les quals destaquen que Airaghi havia estat condemnat per intent de frau i engany a Itàlia el 1987. En particular, Troon ha estat criticat per la seva confiança en el testimoni de Domenico Airaghi i Marianne Briner-Mattern, la seva falta d'investigació dels seus antecedents, la seva falta de lectura de proves importants contingudes a l'«Arxiu Melassa» (l'expedient del govern de Kenya que registra tota la correspondència i les decisions en acta relacionades amb el projecte), i el seu fracàs d'entrevistar cap funcionari del govern dels EUA sobre el viatge a Washington DC.
A falta de cap evidència directa sobre qui era el responsable de l'assassinat d'Ouko, Troon va basar tota la seva teoria en establir un motiu de l'assassinat.

### El viatge a Washington DC
En relació amb el viatge a Washington DC, sembla que no hi ha cap evidència d'una disputa, ni de la suposada causa d'una disputa (que Ouko s'hagués trobat amb el president George H. W. Bush i no amb el president Moi i que això havia provocat una disputa entre Ouko, Moi i Biwott). El president Moi es va reunir amb el president George H. W. Bush com ho testimonien les proves fotogràfiques.
Cap membre de la delegació de Kenya en aquell moment ni des d'aleshores va recordar cap disputa. Tampoc hi va haver una reunió entre Ouko i el president George H. W. Bush durant el viatge a Washington DC, motiu esmentat per la suposada disputa. El diari oficial del president Bush no en fa menció; el Departament d'Estat dels EUA ha afirmat que no es va dur a terme; cap membre de la delegació havia tingut coneixement d'una reunió d'aquest tipus, i una investigació posterior realitzada sobre l'assassinat d'Ouko per la policia kenyana el 1991/1992 va trobar que «No hi ha proves que confirmin que Ouko mentre estava a Washington DC es va reunir amb el president Bush».
El maig de 2013, la Comissió de Veritat, Justícia i Reconciliació (TJRC) de Kenya va publicar un informe que va concloure, sota la secció Assassinats polítics, que: 
| «                                                       | A més, la teoria del viatge a Washington DC gira al voltant d'una reunió privada amb el president Bush i Ouko que mai en realitat mai. va passar | » |
| — Informe TJRC, volum IIA, capítol quatre, paràgraf 131 | |   |

L'acusació feta uns 12 anys més tard durant una investigació del Comitè parlamentari selecte establert el març de 2003 per tornar a investigar l'assassinat d'Ouko, que Ouko havia estat desterrat pel president Moi durant la visita a Washington DC, despullat del seu rang ministerial, enviat a casa en un vol diferent, els seus guardaespatlles acomiadats, el seu passaport retirat en arribar a Nairobi, també semblaria sense fonament. Els manifestos dels passatgers i les aportacions dels testimonis demostren que Ouko va viatjar de tornada de Washington DC amb la resta de la delegació de Kenya a Nairobi. El retorn de la delegació va ser un esdeveniment públic informat pels mitjans de comunicació kenyans i els informes periodístics, que encara estan disponibles, portaven fotografies del president Moi i Ouko sortint junts de l'avió i fent les conferències de premsa de benvinguda a l'aeroport de Jomo Kenyatta.
Després del seu retorn de Washington DC, Ouko se li va assignar un viatge oficial a Gàmbia per substituir Moi; hauria estat incapaç de viatjar sense un passaport i la senyora Ouko més tard va donar proves que va lliurar el passaport del seu marit al detectiu superintendent Troon.
Els registres oficials i el testimoni dels testimonis també demostren que Ouko va continuar exercint les seves funcions oficials, reunint-se amb el president Moi, funcionaris del govern i diplomàtics, donant instruccions al seu personal oficial i viatjant a la seva residència al país acompanyat del seu conductor i un guardaespatlles.
Fins ara, no hi ha proves creïbles que recolzin la conclusió de Troon que el viatge a Washington DC va ser un motiu per a l'assassinat d'Ouko.

### El«Projecte Melassa a Kisumu»
La segona teoria de Troon es basa en les al·legacions d'Airaghi i Briner-Mattern, que els intermediaris en nom de Nicholas Biwott, el professor George Saitoti i altres havien demanat suborns per facilitar el progrés del Projecte Melassa a Kisimu i que quan aquests suborns no es van pagar Nicholas Biwott s'interposava en el camí del projecte, també semblaria que no tenia cap base probatòria. El procés i l'escala temporal en què es va prendre la decisió d'aturar el Projecte Melassa a Kisumu també sembla que l'eliminen com a causa probable d'una disputa el 1990.
Els documents del gabinet, els registres oficials i la pròpia correspondència d'Ouko demostren que, en última instància, totes les decisions relacionades amb el Projecte Melassa a Kisumu van ser preses pel gabinet de Kenya, consten que tant ell com Nicholas Biwott estaven d'acord sobre la necessitat de la rehabilitació del Projecte Melassa a Kisumu, i donen fe amb l'ajuda que li va donar Nicholas Biwott i la cooperació entre els dos homes.
L'al·legació que Nicholas Biwott va defensar una licitació alternativa per rebre un «soborn» del projecte és encara més curiosa, ja que les dues empreses implicades, les empreses italianes ABB Teconomassio SpA i Teconomasio Italiano/Brown Boveri, van ser presentades al ministre Dalmas Otieno per Domenico. Airgahi i tots dos pertanyien al mateix grup multinacional. Per tant, no hi havia cap licitació rival i no es podria haver demanat ni pagat suborn perquè una empresa presentés una licitació contra ella mateixa.
La implicació de Nicholas Biwott amb el Projecte Melassa a Kisumu va acabar el 3 de novembre de 1987 (quan el gabinet de Kenya va assignar funcions específiques per desenvolupar el projecte als Ministeris d'Indústria i Finances, no al Ministeri d'Energia de Biwott) més de dos anys abans que Ouko fos assassinat i el Projecte Melassa a Kisumu va ser efectivament abandonat el 1988; la decisió la va prendre Dalmas Otieno, que havia substituït Ouko com a ministre d'Indústria després de les eleccions d'aquell any, una decisió presa gairebé un any i mig abans que Ouko fos assassinat.
De manera crítica, Troon va rebutjar l'evidència de Dalmas Otieno i no va llegir, ni va demanar, l'«Arxiu de melassa» del govern de Kenya que hauria corroborat el testimoni d'Otieno.
Dalmas Otieno, en una declaració de testimoni feta el 21 de maig de 1990, va declarar: 
| « | Vaig entrevistar personalment el Sr. Airaghi i vaig considerar que no era competent per gestionar el projecte i no sabia res de la melassa. Inicialment va demanar un milió de dòlars per a l'estudi de viabilitat, després va reduir a la meitat la seva suma i finalment es va conformar amb 300.000 dòlars. | » |

En una sèrie documental recent emesa el març de 2017 per l'advocat de Citizen TV, Paul Muite, va dir:
| « | Si em demanés especular, la meva especulació seria que potser el tema de la melassa va ser perifèric pels motius de l'assassinat de Robert Ouko. | » |

### Els testimonis de Dominico Airaghi i Marianne Briner-Mattern
La confiança de Troon en el testimoni de Domenico Airaghi i Marianne Briner-Mattern i la seva valoració que eren «veritables i honestes» sota «una empresa de bona reputació» (Investigació Judicial, 1990) també ha estat criticada a la llum de revelacions posteriors.
Més tard es va revelar que durant tot el període en què Dominic Airaghi va estar tractant amb el govern de Kenya pel que fa al Projecte Melassa a Kisumu va estar sota fiança, un criminal sentenciat i condemnat que havia comès un delicte de deshonestedat. El 14 de març de 1987, Dominico Airaghi i un còmplice van ser condemnats pel Tribunal Civil i Penal de Milà per presumpta corrupció. El Tribunal també va constatar que Airaghi havia presentat proves i documents falsos en un intent d'establir la seva defensa. La justícia va descriure que Airaghi va mostrar «els atributs d'un caçador de fortunes internacional». Va ser condemnat a dos anys i sis mesos de presó i una multa de 2.000.000 de lires.
Marianne Briner-Matter, o Marianne Briner com es va anomenar en aquell moment, que es va descriure com una «secretària» de International Escort, una «agència de treball», va donar testimoni en la defensa d'Airaghi en el seu judici a Milà. El tribunal va considerar que les seves proves en suport d'Airaghi eren falses. El jutge va dir de Marianne Briner, «que vivia amb Airgahi», que seria millor traçar un «vel de compassió» sobre el seu testimoni i va comentar la seva «falta de fiabilitat» com a testimoni.
Airaghi va recórrer contra la seva condemna, el recurs final va acabar amb la condemna que es va confirmar el 4 d'abril de 1991.
Troon també desconeixia l'ús de quatre noms diferents i dues adreces en tres anys per a les diferents entitats de BAK, l'empresa a través de la qual Airaghi i Briner-Mattern licitaven el Projecte Melassa a Kisumu, en el moment de la seva investigació, encara que Dalmas Otieno, el ministre d'Indústria de Kenya, va donar proves a Troon que BAK va ser finalment exclòs del Projecte Melassa a Kisumu perquè era incompetent i incomplia el contracte.
BAK Group Marianne Briner + Partner es va registrar com a societat conjunta el 13 de febrer de 1990, el dia que Robert Ouko va ser assassinat. Un procediment de liquidació contra aquesta entitat BAK es va iniciar a Suïssa el 25 de febrer de 1992 i el juny d'aquell any es va donar de baixa del Registre de Societats. Paral·lelament al procediment d'insolvència a Suïssa, Airaghi i Briner-Mattern van establir PTA BAK Group International Consultants a Espanya, però posteriorment també es va donar de baixa del registre de societats.
Després de l'assassinat d'Ouko, la reclamació de pèrdues de Domenico Airaghi i Marianne Briner-Mattern en relació amb el Projecte Melassa a Kisumu va augmentar de 150.000 a 5.975.000.000 de dòlars.
Troon va acceptar que, a falta de proves d'Airaghi i Briner-Mattern, no hi havia proves contra Nicholas Biwott.

## Investigació pública
L'octubre de 1990, el president Moi va nomenar una investigació pública sobre el cas presidida pel jutge Evans Gicheru. La investigació va ser donada per acabada per Moi el novembre de 1991 en un moment en què Troon estava sent interrogat sobre la base que havia de tornar al Regne Unit. No va tornar a Kenya. La Comissió Gicheru no va elaborar un informe final.
Després de la dissolució de la Comissió Gicheru i l'inici de la investigació policial de Kenya, deu funcionaris del govern, inclòs el ministre d'Energia Nicholas Biwott i el cap de seguretat interna Hezekiah Oyugi, van ser detinguts per interrogar-los en relació amb l'assassinat. Nicholas Biwott va ser alliberat després de dues setmanes en absència de «cap prova que recolzi les acusacions».
Jonah Anguka, un comissari de districte de Nakuru, va ser jutjat per l'assassinat d'Ouko el 1992 i absolt, amb el crim sense resoldre. Anguka més tard va fugir a l'exili als Estats Units d'Amèrica, dient que temia per la seva vida. Des de llavors ha publicat un llibre, Absolute Power, negant la seva implicació en l'assassinat d'Ouko.

## Comitè parlamentari selecte
El març de 2003, el nou govern elegit de Mwai Kibaki va obrir una nova investigació sobre la mort d'Ouko que la portaria a terme un comitè parlamentàri selecte. Durant les deliberacions del comitè, diversos membres del parlament van condemnar públicament la manera de treballar. Alguns van abandonar el comitè i, juntament amb altres que van romandre, van declarar que no avalarien les seves conclusions. Domenico Airaghi i Marianne Briner-Mattern van acceptar declarar amb la condició que no fossin interrogats (cosa que havien evitat durant la investigació de Troon, l'Enquesta Pública i la investigació posterior de la policia de Kenya) i Nicholas Biwott no va poder cridar testimonis en nom seu o interrogar o dirigir-se a altres testimonis.
Però el comitè selecte no va acabar la seva tasca. Es va dissoldre l'any 2005 per «motius d'interferència» en les seves deliberacions just quan Nicholas Biwott començava el seu testimoni. L'informe (incomplet) del Select Committee Investigating Circumstancies Leading to the Death of the Deeth Dr. The Hon. Robert John Ouko, EGH, MP mai es va debatre a la Cambra de l'Assemblea de Kenya, ni es va sotmetre a votació.

## Vida personal
Robert Ouko estava casat amb Christabel Ouko. Va tenir tres fills, anomenats Ken, Charlie, Andrew; i quatre filles: Winnie, Susan, Lilian i Carol. Robert Ouko també va tenir una filla (nascuda el maig de 1983) amb Herine Violas Ogembo, una relació que va durar fins a la seva mort.
El 2010, es va fer una recaptació de fons per construir la biblioteca comunitària Robert Ouko Memorial a Koru.